# Lucas Faydherbe
Lucas Faydherbe (también conocido como Luc Fayd'herbe o Lucas Faijdherbe; Malinas, 1617- Malinas, 1697) fue un escultor y arquitecto barroco flamenco que desempeñó un papel importante en el desarrollo del Alto Barroco en los Países Bajos meridionales.

## Vida
Lucas Faydherbe fue el primer hijo de Hendrik Faydherbe y su segunda esposa, Cornelia Franchoys. Su madre procedía de una familia de artistas: su padre era el exitoso pintor Lucas Franchoys el Viejo y sus hermanos Lucas y Peter también eran pintores consumados. La hermana de su padre, Maria Faydherbe, era reconocida como una escultora de talento.

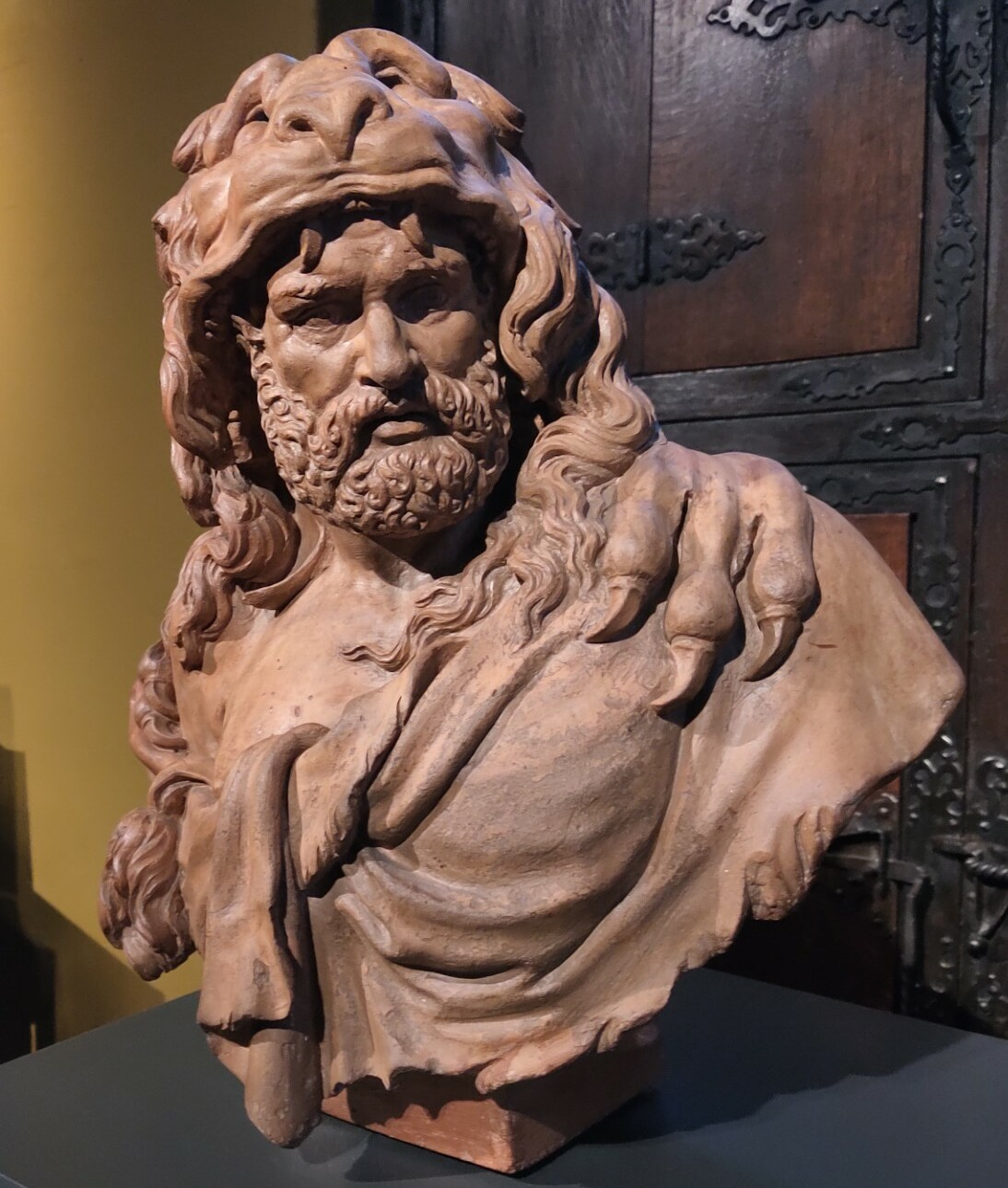
Busto de Hércules

El padre de Faydherbe dirigía un taller de escultura decorativa y talla de alabastro. Aquí Lucas aprendió los fundamentos de la escultura. Su padre murió cuando Lucas tenía doce años. Su madre volvió a casarse con el escultor Maximilian Labbé un año después. Lucas continuó su formación con Labbé.
Se formó en Amberes con Peter Paul Rubens, en cuyo taller trabajó entre 1636 y 1640 y de quien asimiló su estilo hasta convertirse en un cercano seguidor en escultura de los presupuestos estéticos de Rubens. Tras la muerte de este, Faydherbe se instaló en Malinas en 1640, donde desarrollará buena parte de su carrera como escultor y arquitecto y donde dejará la mayor parte de sus obras maestras. El escultor Jan van Delen se casó en 1666 con Anne-Barba, hija de Faydherbe.

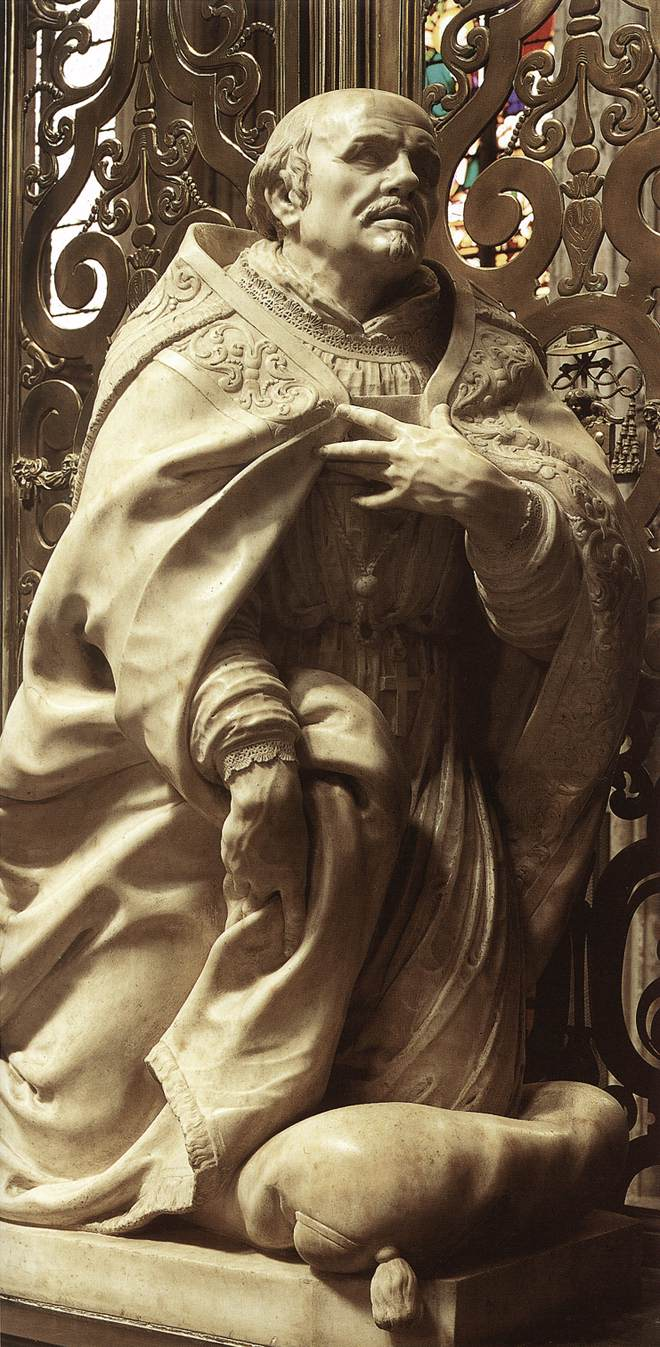
Estatua orante del arzobispo Cruesen, catedral de San Rumoldo de Malinas, 1660.

Entre sus alumnos se encontraban Frans Langheman, Jan Frans Boeckstuyns y Nicolas van der Veken.

## Obras

### Escultura
- Sepulcro de Jehan Marchin en la iglesia de Modave.
- Sepulcro de Gilles-Othon de Trazegnies y de su mujer Jacqueline de Lalaing en Courcelles (Trazegnies).
- Altar Mayor de la Catedral de San Rumoldo de Malinas.
- Sepulcro del arzobispo Andreas Cruesen en la Catedral de San Rumoldo de Malinas (1660).
- Júpiter lanzando rayos (terracota), Museos reales de Bellas Artes de Bélgica.

### Arquitectura
- Iglesia de Nuestra Señora de Hanswijck en Malinas.
- Iglesia de Nuestra Señora de Leliendaal, en Malinas.
- Iglesia de Nuestra Señora de las Ricas Clarisas de Bruselas (comenzada en 1665)
- Iglesia de San Juan Bautista en el beguinaje de Bruselas (atribuida)